# Thecla seitzi
Thecla seitzi är en fjärilsart som beskrevs av Robert Spitz 1931. Thecla seitzi ingår i släktet Thecla och familjen juvelvingar. Inga underarter finns listade i Catalogue of Life.